# Lee Ranaldo
Lee Mark Ranaldo, född 3 februari 1956 i Glen Cove på Long Island i New York, är en amerikansk sångare och gitarrist, troligtvis mest känd från rockbandet Sonic Youth.
Ranaldo tog examen från Binghamton University. Han har tre söner, Cody Linn Ranaldo, Sage Ranaldo och Frey Ranaldo och är gift med den experimentella konstnären Leah Singer.
Bland Ranaldos soloalbum finns Dirty Windows, en samling av talade texter med musik, Amarillo Ramp (för Robert Smithson), bitar för gitarren, och Scriptures of the Golden Eternity. Hans böcker inkluderar Bookstore, Road Movies och Jrnls80s (publicerad på Soft Skull Press), Moroccan Journal (handlar i ord och foton om Ranaldos och Singers resa genom Marocko 1995), och diktsamlingen Lengths & Breaths. 2012 släppte han sin första soloalbum med mer traditionellt sångbaserade låtar, Between The Times And The Tides. Sommaren 2012 turnerade Ranaldo i Europa och besökte bland annat Roskildefestivalen.
Ranaldo har producerat musikalbum för artister och band som Babes in Toyland, You Am I, Deity Guns och Kleg.

## Diskografi (urval)
Soloalbum
- 1987 – From Here to Infinity

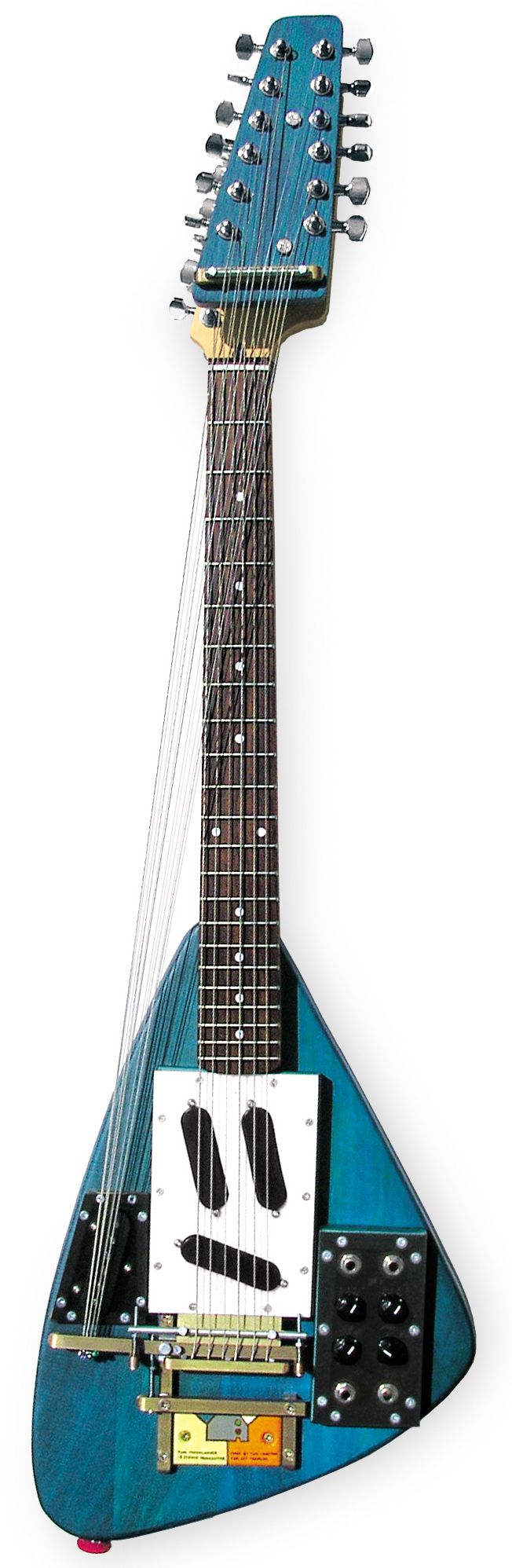
Ranaldo's Moonlander, Yuri Landman, 2007.

- 1993 – Scriptures of the Golden Eternity
- 1998 – Dirty Windows
- 2000 – Amarillo Ramp (For Robert Smithson)
- 2002 – Outside My Window the City Is Never Silent – A Bestiary
- 2004 – Music For Stage And Screen
- 2006 – Ambient Loop For Vancouver
- 2008 – Maelstrom from Drift
- 2012 – Between the Times and the Tides
- 2013 – Last Night on Earth (med the Dust)
- 2014 – Acoustic Dust (med the Dust)
- 2017 – Electric Trim
- 2020 – Names of North End Women (med Raul Refree)

EPs
- 1992 – A Perfect Day
- 1994 – Broken Circle / Spiral Hill
- 2008 – Countless Centuries Fled into the Distance Like So Many Storms

Samlingsalbum
- 1995 – East Jesus